# Базилика
Базилика је рана форма хришћанске богомоље. Највероватније је грађена по угледу на римске истоимене грађевине које су служиле као суднице и пијаце.

## Особине базилике
Базилике имају и особине римских кућа и катакомби које су служиле као места за исповедање вере пре него што је хришћанство признато за званичну религију. Напред се налазио атријум на стубовима. Он је водио на узану терасу на којој су била три или више улаза у главни део зграде. Централни део имао је лађу и неколико редова стубова који су подупирали централни део. Изнад су се налазили прозори. Грађевина је била окренута истоку, са луковима и апсидама украшеним мозаицима. На узвишеном делу испод апсиде је био олтар са небом (балдахин) изнад њега. Одмах испод олтара, често испод нивоа пода, налазио се простор са моштима свеца-заштитника. Епископ је држао службу стојећи у централном делу, на трону, а остали свештеници су били распоређени полукружно, лево и десно од њега. Данас папа базиликом назива посебно привилеговану цркву. Постоје велике и мале базилике. Велике су црква Св. Петра у Ватикану, Св. Јована Латеранског (за папу), Св. Павла (за патријарха александријског), Св. Марије Мајке (за патријарха антиохијског). У свакој од њих постоји олтар који не употребљавају ни Папа ни његови заменици. У Риму постоји 11 мањих базилика, и много њих широм света.

## Разликујемо два типа римске базилике
- оријентални тип, која је имала улаз на дужој страни, имала је средњи брод и пролаз који је водио около њега
- грчка базилика која је имала улаз на једној од краћих страна са апсидом насупрот

## Базилике палата
У доба раног царства базилика је постала део палата и владајућа класа се састајала са својим клијентима у сали за аудијенције.

## Хришћанска базилика
Базилика је појам који се налази у канонском праву и литургијама и на основу формалног избора неке од значајних цркава из разлога који нису тачно дефинисани су проглашавани за базилике и могу се делити на веће или патријархалне и мање односно минорне.
Хришћани нису желели да користе паганске светиње и из тога разлога су прилагодили грчку базилику која је добила цео ред карактеристичних елемената као продужену основу са осним решењем и дрвени плафон.

## Базилика у архитектури
У архитектури се базилика схвата независно од канонских функција као црква која има више бродова и где је главни брод већи од осталих бродова и која има прозорске отворе изнад бочних бродова т. з. базиликално осветљење. Слична црква која нема ово осветљење се назива псеудо базилика.